# Pseudochazara guriensis
Pseudochazara guriensis is een vlinder uit de familie van de Nymphalidae, uit de onderfamilie van de Satyrinae. De soort is voor het eerst wetenschappelijk beschreven door Otto Staudinger in een publicatie uit 1878.
De soort komt voor in het Meschetigebergte in Georgië.